# 푸에르타 델 수르역
푸에르타 델 수르 역(스페인어: Puerta del Sur)은 마드리드 지하철 10호선과 12호선이 만나는 환승역이다. 마드리드 지방 알코르콘 시의 레가네스 대로, 라 리베르타드 대로, 올림피코 페르난데스 오초아 대로가 만나는 교차로 지하에 위치해 있다. 요금구역상으로는 B1구역에 속한다.

## 역사
2003년 4월 11일 10호선 남쪽 연장구간 개통과 함께 시종착역으로 문을 열었다. 같은 날 순환선인 12호선도 개통되었으며, 유일한 환승역으로 남아 있다. 총 2개층으로 된 구조로 지하 1층은 10호선 승강장이, 지하 2층은 12호선 승강장이 있으며 서로 수직으로 배치되어 있다.
2014년 6월 28일부터는 10호선에서 이 역에서부터 이 역까지의 전 구간이 선로 시설개선 공사에 들어가면서 잠시 시종착역 역할을 맡게 되었다. 공사에는 총 1250억 유로의 예산이 투입되었으며, 공사가 끝나면 기존 표정속도인 시속 30km에서 시속 70km까지 늘어날 것으로 예상되었다. 이후 2014년 9월 1일에 공사가 마무리되어 운행을 재개했다.

## 환승 정보
역 주변에 시내버스 정류장이 한 곳 있다. 엑스트레마두라 쪽 출구로 나가면 교외버스 정류장이 있으며 이곳으로 수많은 노선이 다닌다.
버스
- 시내버스
  - 139번 노선 (주간)
- 시외버스
  - 495, 511, 512, 513, 514, 516, 518, 521, 522, 523, 524, 528, 534, 539, 541, 545, 546, 547, 548, 551, 560, 581번 노선 (주간)
  - N501, N502, N503, N504번 노선 (야간)

지하철
| 마드리드 지하철                            | 마드리드 지하철        | 마드리드 지하철        |
| ------------------------------------------ | ---------------------- | ---------------------- |
| 호아킨 빌룸브랄레스 오스피탈 인판타 소피아 | 마드리드 지하철 10호선 | 시·종착역              |
| 산 니카시오 순환선                         | 마드리드 지하철 12호선 | 파르케 리스보아 순환선 |